# Martin Szabó
Martin Szabó (ur. 8 kwietnia 1989 roku) – węgierski zapaśnik walczący w stylu klasycznym.
Zajął 22 miejsce na mistrzostwach Europy w 2012, a 23 miejsce na igrzyskach europejskich w 2015. Szósty w Pucharze Świata w 2008 i trzynasty w 2012 roku.
Mistrz Węgier w 2009, 2011, 2013 i 2016 roku.